# 34th Street – Penn Station (stacja metra na Broadway – Seventh Avenue Line)
34th Street – Penn Station – stacja metra nowojorskiego, na linii 1, 2 i 3. Znajduje się w dzielnicy Manhattan, w Nowym Jorku i zlokalizowana jest pomiędzy stacjami Times Square – 42nd Street i 28th Street. Została otwarta 1 lipca 1918.